# اوروراویل (ویسکانسین)
اوروراویل (به انگلیسی: Auroraville) یک منطقهٔ مسکونی در ایالات متحده آمریکا است که در آرورا واقع شده است. اوروراویل ۲۳۵٫۹۲ متر بالاتر از سطح دریا واقع شده است.